# Edward Stanley (19. hrabia Derby)
Edward Richard William Stanley (ur. 10 października 1962) – brytyjski arystokrata, najstarszy syn Hugh Stanleya (młodszego syna Edwarda Stanleya, lorda Stanley, i wnuka 17. hrabiego Derby, oraz młodszego brata 18. hrabiego Derby) i Mary Birch, córki Charlesa Bircha.
Tytuł hrabiowski odziedziczył po śmierci swojego stryja w 1994 r. Zyskał również prawo do zasiadania w Izbie Lordów, które stracił po reformie rządu Tony’ego Blaira w 1999 r. Jest związany ze światem wyścigów konnych (jego przodkowie zorganizowali słynne wyścigi konne Epsom Derby). Sam hrabia posiada własną hodowlę koni prowadzoną przez jego młodszego brata, Petera. Stajnia jest znana ze sprzedaży znakomitych coltów i klaczek. Lord Derby jest właścicielem konia Ouija Board, zwycięzcę takich wyścigów jak Epsom Oaks, Irish Oaks, czy Breeders' Cup Filly & Mare Turf.
21 października 1995 r. w kościele św. Maryi Dziewicy w Saffron Walden w hrabstwie Essex, poślubił Caroline Emmę Neville (ur. 28 grudnia 1963), córkę Robina Neville’a, 10. lorda Braybrooke, i Robin Brockhoff, córki Thomasa Brockhoffa. Edward i Caroline mają razem jednego syna:
- Edward John Robin Stanley (ur. 1998), lord Stanley